# Arne Bergsman
Bengt Arne Bergsman, född 18 april 1918 i Falun, död 4 januari 1995 i Hedvig Eleonora församling i Stockholm, var en svensk psykiater.
Bergsman blev medicine licentiat i Stockholm 1949, medicine doktor 1959 och docent i psykiatri vid Karolinska institutet 1961. Han hade olika läkarförordnanden 1945–1958, blev socialläkare 1959, var industriläkare 1960–1963, läkare vid centralstyrelsen för Södermanlands läns landstings anstalt för psykiskt retarderade 1959–1965, överläkare på narkomanvårdskliniken vid Rålambshovs sjukhus 1968–1974 och psykiatriska avdelningen vid Ersta sjukhus 1974–1983. Han författade skrifter i hygien, neurologi, psykiatri och narkomani. Bergsman är gravsatt i Gustav Vasa kyrkas kolumbarium vid Odenplan i Stockholm.